# ZUN (Spieleentwickler)

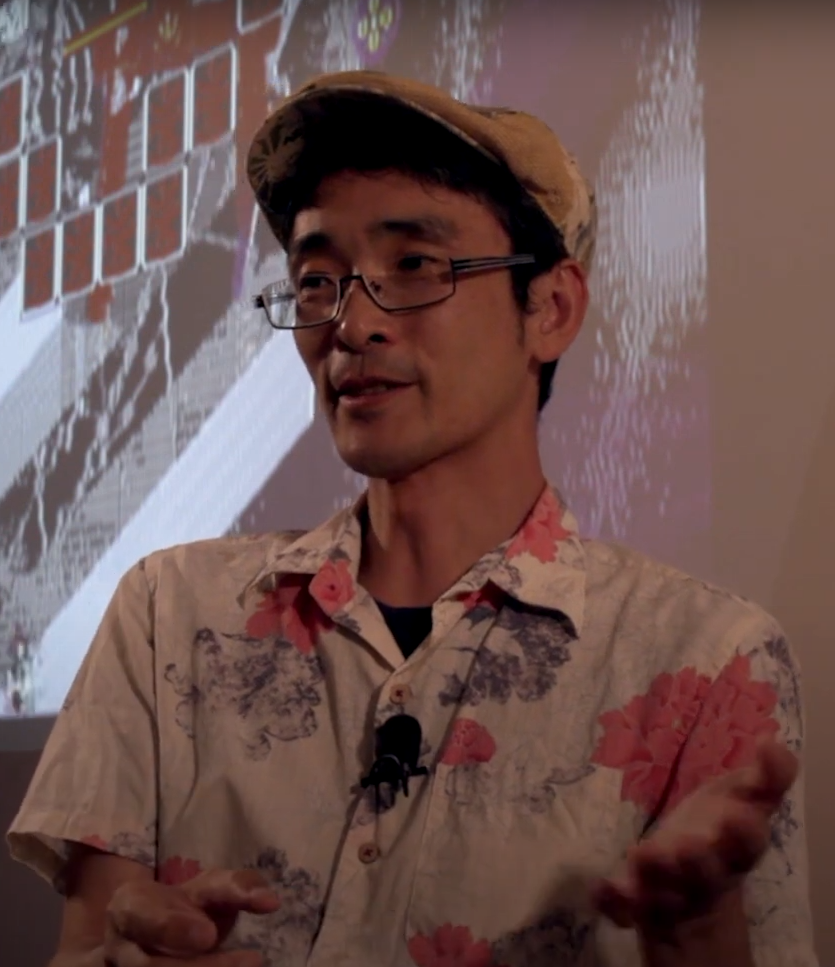
ZUN

ZUN (oder Hakurei Kannushi geboren als Jun'ya Ota jap. 太田 順也 *18. März 1977 in Hakuba, Präfektur Nagano) ist ein japanischer Spieleentwickler, der für die selbstentwickelte und selbstveröffentlichte Spielereihe Touhou Project bekannt geworden ist. Dies geschah durch die Dojin-Gruppe Team Shanghai Alice – welche nur aus ihm selbst besteht. 2010 bezeichnete Guinness World Records das Touhou Project als „die erfolgreichste Fan-basierte Shooter-Serie“ die je erschaffen wurde.
Er ist auch unter dem Namen Hakurei Kannushi (博麗神主) bekannt, welchen er für seinen Twitter-Account benutzt.

## Leben
ZUN wurde am 18. März 1977 in Hakuba geboren und beschreibt sich selbst als „normales Kind vom Land“. Den ersten Kontakt mit Videospielen hatte er zu Grundschulzeiten mit einem Famicom Disk System. Laut eigener Aussage zählen Super Mario Bros. und Street Fighter II zu den größten Einflüssen aus dieser Zeit. Da sein Großvater kurz vor seiner Geburt starb und seine Eltern ihre meiste Zeit mit der Arbeit verbrachten, wurde ZUN von seiner Großmutter aufgezogen, welche seinen Zugang zu Videospielen stark kontrollierte.
ZUNs Interesse an der Entwicklung von Videospielen startete in seine Zeit in der Sekundarstufe. Da zu dieser Zeit die meisten Shoot ’em up Spiele in einem Militär- oder Sci-Fi-Setting stattfanden wollte ZUN ein Spiel mit Shinto-Ästhetik und einer Miko als Hauptcharakter erschaffen. ZUN war Teil des Schulorchesters und war zunächst nur am Komponieren für Videospiele interessiert. Da er niemand anderen fand, der diese Spiele für ihn programmieren konnte, begann er selbst damit. Um das Jahr 2001, bewarb er sich zur Comiket als Musikgruppe mit dem Namen Shanghai Alice Ensemble, wurde jedoch abgelehnt.
2012 heiratete ZUN eine Mobile-Game-Programmiererin mit welcher er einen Sohn und eine Tochter hat. ZUN liebt Bier und laut eigener Aussage trinke er mindestens eines pro Tag.
Er hat seine eigene Biermarke (auch als Touhou Beer bezeichnet) und schreibt Reviews über Bier im Comptiq-Magazin. Seine Lieblingsmarke sei Kirin.

## Karriere
ZUN hat an der Tokyo Denki University Mathematik studiert. In dieser Zeit erschuf er das erste Spiel der Touhou-Reihe. (Highly Responsive to Prayers). Die ersten fünf Touhou-Spiele wurden für den PC-98 entwickelt – seinen ersten eigenen Computer.
Zuvor hatte ZUN schon Spiele programmiert (darunter ein Klon des Spiels Puyo Puyo), welche aber nie veröffentlicht wurden und somit vermutlich für immer verloren sind.
Nach seiner Zeit an der Universität arbeitete ZUN als Programmierer für den japanischen Spieleverlag Taito (1998–2007). An die Stelle gelangte er durch sein Portfolio der Touhou-Spiele, wodurch er sofort eingestellt wurde. Während der Zeit bei Zeito arbeitete ZUN u. a. an Greatest Striker, Magic Pengel: The Quest for Color, Bujingai, Graffiti Kingdom und Exit.
Aufgrund fehlender Freude an der Arbeit bei Taito und des großen Erfolges der Touhou-Spiele kündigte er seine Stelle. Er hatte sich dennoch nie vorstellen können, von den Touhou-Spielen leben zu können.
Die ersten Touhou-Spiele waren ein Freizeitprojekt, doch nachdem diese erfolgreich wurden, begann er seine ersten Spiele zu verkaufen. Die ersten Spiele, welche er auf der Comiket 1997 verkaufte, waren Highly Responsive to Prayers und sein Nachfolger The Story of Eastern Wonderland. Er brachte insgesamt 80 Kopien der Spiele zur Messe mit, wovon er – zu seiner Überraschung – alle verkaufte.
2004 verfasste ZUN eine Reihe von Kurzgeschichten (Curiosities of Lotus Asia), welche in diversen Magazinen veröffentlicht wurden. Diese wurden 2010 in einer Anthologie zusammengefasst. Dies war der erste Teil, der Literatur des mittlerweile zum Touhou-Universum gewordenen Spieleserie. Silent Sinner in Blue war der erste – 2007 veröffentlichte – offizielle Touhou-Manga.
Seitdem wurden verschiedene andere literarische Werke produziert. Zuletzt (2017) das Buch Alternative Facts in Eastern Utopia.

## Designphilosophie
ZUN kritisiert die Spieleindustrie, diese habe Spiele „zu einfach und weniger mechanisch-aufwendig gemacht nur um eine größere Zielgruppe zu erreichen.“ Dennoch merkte er an, dass der Dojin-Spielemarkt vielen kleinen Genres (wie Bullet-Hell) es ermöglicht, überhaupt eine Zielgruppe aufzubauen.
ZUN arbeitet stets allein und alle Spiele werden von Grund auf neu entwickelt – inklusive Engine. Die einzige Ausnahme davon bilden die Fighting Games, wovon Immaterial and Missing Power (2003) das Erste – zusammen mit der Dojin-Gruppe Twilight Frontier – war. Im Abspann des Spieles merkt ZUN an, dass er alleine wesentlich besser zurecht käme und andere zu koordinieren gar nichts für ihn sei.
ZUN bestätigte, dass die meisten seine Charaktere eine ausgearbeitete Hintergrundgeschichte haben, dieser jedoch in dem Spiel genug Präsenz gebe. Es sei: „[Das Genre…] Danmaku, welches die Geschichte und die Charaktere kommuniziere.“ Außerdem behauptet ZUN, dass Bullet-Hell-Spiele erschaffen wurden, um schön und ästhetisch ansprechend zu sein, weshalb auch die meisten Hauptcharaktere von Touhou weiblich sind. ZUN glaubt, das Danmaku-Spiele einen weiblichen Charme haben, welcher bei einem männlichen Charakter verlorengänge. Dennoch betonte er, dass weibliche Charaktere in den Spielen nicht als Fanservice interpretiert werden sollen.